# Juliano Ribeiro Salgado
Pour les articles homonymes, voir Salgado.
Juliano Ribeiro Salgado, né en 1974, est un réalisateur, scénariste et directeur de la photographie brésilien. Il a remporté, avec  Wim Wenders, de nombreux prix pour leur film documentaire Le Sel de la Terre (2014).

## Biographie
Juliano Ribeiro Salgado est le fils du photographe Sebastião Salgado et de l'architecte Lélia Deluiz Wanick-Salgado. Il a un fils, prénommé Flavio.

## Filmographie (réalisation)
- 2005 : Paris, la métisse
- 2009 : Nauru, une île à la dérive (documentaire télévisé)
- 2014 : Le Sel de la Terre (The Salt of the Earth), coréalisé avec Wim Wenders (aussi scénariste et directeur de la photographie)